# Olesno
Olesnoⓘ (em alemão: Rosenberg, em silesiano: Òleszno, Uoleszno, Růżano Gůra) é um município no sudoeste da Polônia, na voivodia de Opole, no condado de Olesno e é a sede da comuna urbano-rural de Olesno. Está historicamente localizado na Alta Silésia, na região de Olesno, no planalto de Woźnicko-Wieluńska, que faz parte do planalto da Silésia-Cracóvia. O rio Stobrawa flui por ele.
Nos anos de 1975 a 1998, o município pertencia administrativamente à voivodia de Częstochowa.
Estende-se por uma área de 15,1 km², com 9 016 habitantes, segundo o censo de 31 de dezembro de 2024, com uma densidade populacional de 598 hab./km².

## Toponímia
A primeira menção da aldeia na forma de Olesno vem de um documento de 1226, que foi emitido pelo bispo de Breslávia, Wawrzyniec, por ordem do príncipe de Opole Casimiro I. O nome foi posteriormente anotado também nas formas de Olesno (1274), von Olesno (1274), Olesno (1294), Rosenberc (1300), Olesno (por volta de 1300), Rosenberg (1310), Rosenberg (1319), Rosenberg (Olessno) (1460), Olesno (1551), Rosenberg (1564), Rosenbergensis (1652), Rosenbergensis (1652), Stadt Rosenberg (1743), Rosenberg (1783), Rosenberg (1845), Rosenberg — Olesno (1864), Rosenberg (1886), Rosenberg, Olesno (1887), Oleśno, Rosenberg (1896), Oleśno, Rosenberg (1900), Olesno, Rosenberg (1939), Rosenberg (1941). Em 1613, o regionalista e historiador da Silésia Mikołaj Henel, de Prudnik, mencionou a cidade em seu trabalho sobre a geografia da Silésia intitulado Silesiographia dando seu nome em latim: Rosenberga
O nome vem da palavra olcha, olsza (amieiro). Originalmente era Oleszno. Foi criado usando o sufixo *-ьno e significa um lugar coberto com amieiros. A forma Olesno foi criada sob a influência da pronúncia do dialeto (a chamada mazurzenia, aqui a pronúncia de š como s). Na pronúncia do dialeto: ṷolesno. A forma coloquial de Oleśno é o resultado da mistura das consoantes š, ś, s no dialeto. Em alemão, a cidade recebeu o nome paralelo de Rosenberg, que significa montanha com rosas.
O nome atual foi aprovado administrativamente em 7 de maio de 1946.

## Geografia

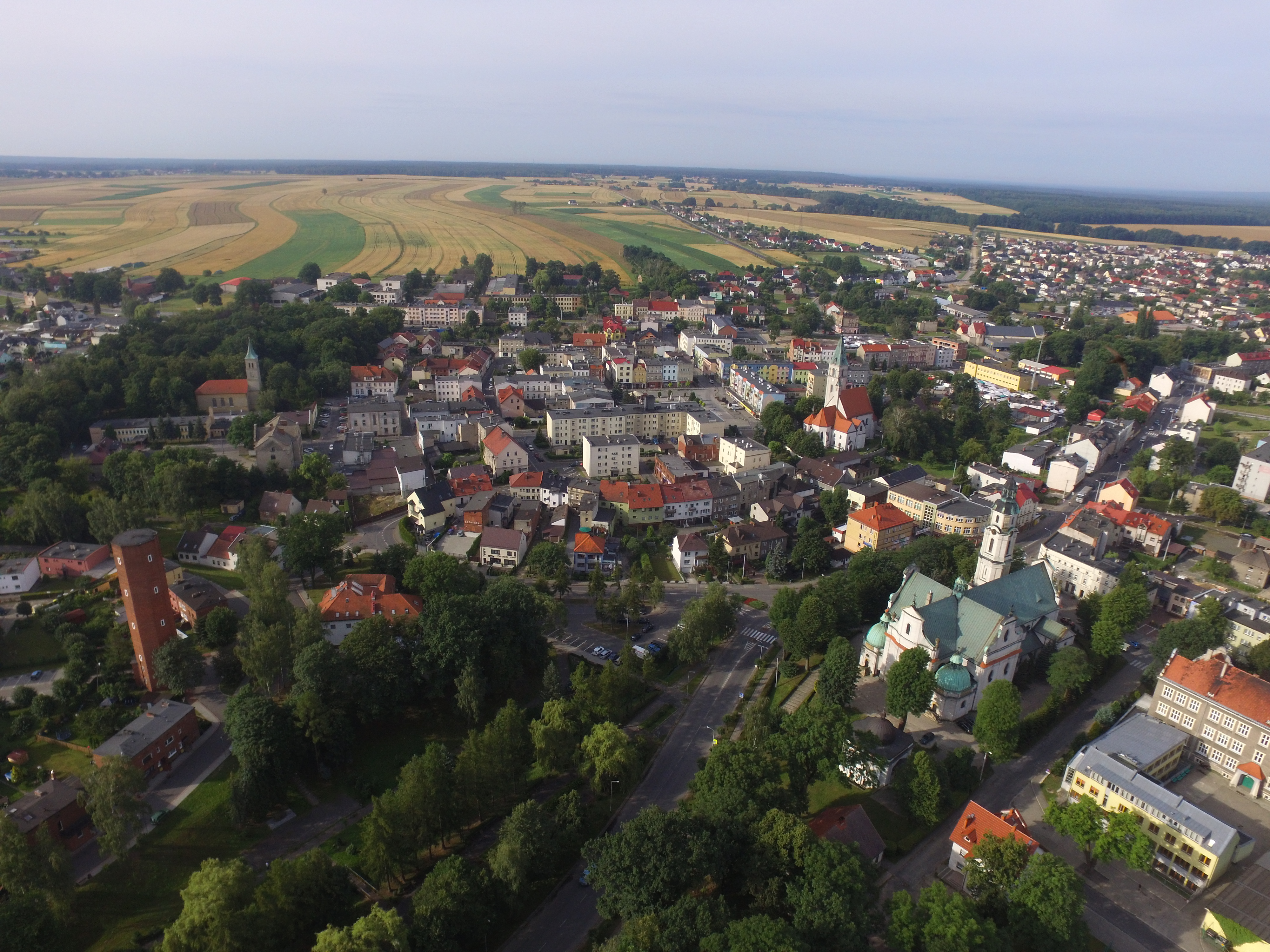
Panorama de Olesno

### Localização
A cidade está localizada no sudoeste da Polônia, na voivodia de Opole, no limiar de Woźnicki, no planalto de Woźnicko-Wieluńska. O rio Stobrawa (afluente direito do rio Óder) atravessa as fronteiras administrativas da cidade. Olesno está situada a uma altitude de 240 metros acima do nível do mar.

### Divisão administrativa
Conforme o Registro Oficial Nacional da Divisão Territorial do País, os distritos de Olesno são:
- Dobrodzieńska
- Wronczyn

Também existem conjuntos habitacionais na cidade:
- 1000-lecia
- Walce
- Słowackiego

### Clima
Conforme a classificação climática de Köppen-Geiger, Olesno situa-se na zona Cfb − clima temperado oceânico. Na cidade de Olesno, a temperatura média anual é de 9,3° C. Nesta área, a precipitação média anual é de 738 mm. Está localizada no Hemisfério Norte. Os meses de verão são: junho, julho, agosto, setembro. O mês mais seco é fevereiro, com 45 mm de precipitação. O mês mais quente do ano é julho, com temperatura média de 19,7 °C. A temperatura média mais baixa do ano ocorre em janeiro e é de aproximadamente -1,6 °C.
Com média de 100 mm, a maior precipitação ocorre no mês de julho. A diferença de precipitação entre o mês mais seco e o mais úmido é de 55 mm. A variação de temperatura durante o ano é de 21,4 °C. O mês com a maior umidade relativa é novembro (84%). O mês com a menor umidade relativa é junho (65%). O mês com o maior número de dias de chuva é julho (10 dias) e o de menor número é fevereiro (8 dias).
| Dados climatológicos para Olesno | Dados climatológicos para Olesno | Dados climatológicos para Olesno | Dados climatológicos para Olesno | Dados climatológicos para Olesno | Dados climatológicos para Olesno | Dados climatológicos para Olesno | Dados climatológicos para Olesno | Dados climatológicos para Olesno | Dados climatológicos para Olesno | Dados climatológicos para Olesno | Dados climatológicos para Olesno | Dados climatológicos para Olesno | Dados climatológicos para Olesno |
| Mês | Jan                              | Fev                              | Mar                              | Abr                              | Mai                              | Jun                              | Jul                              | Ago                              | Set                              | Out                              | Nov                              | Dez                              | Ano                              |
| --- | -------------------------------- | -------------------------------- | -------------------------------- | -------------------------------- | -------------------------------- | -------------------------------- | -------------------------------- | -------------------------------- | -------------------------------- | -------------------------------- | -------------------------------- | -------------------------------- | -------------------------------- |
| Temperatura máxima média (°C) | 0,8                              | 2,6                              | 7,4                              | 14,0                             | 18,7                             | 22,0                             | 24,0                             | 24,0                             | 19,0                             | 13,3                             | 7,8                              | 2,7                              | 13,0                             |
| Temperatura média (°C) | −1,6                             | −0,4                             | 3,4                              | 9,3                              | 14,3                             | 17,8                             | 19,7                             | 19,5                             | 14,7                             | 9,7                              | 5,1                              | 0,5                              | 9,3                              |
| Temperatura mínima média (°C) | −4,2                             | −3,5                             | −0,6                             | 4,1                              | 9,1                              | 12,8                             | 14,9                             | 14,6                             | 10,5                             | 6,4                              | 2,6                              | −1,7                             | 5,4                              |
| Precipitação (mm) | 51                               | 45                               | 55                               | 49                               | 72                               | 78                               | 100                              | 65                               | 68                               | 52                               | 51                               | 52                               | 738                              |
| Dias com chuva | 9                                | 8                                | 9                                | 8                                | 9                                | 9                                | 10                               | 8                                | 8                                | 8                                | 8                                | 9                                | 103                              |
| Umidade relativa (%) | 84                               | 82                               | 75                               | 67                               | 66                               | 65                               | 66                               | 65                               | 70                               | 78                               | 84                               | 83                               | 73,7                             |
| Insolação (h) | 2,9                              | 3,8                              | 5,6                              | 8,6                              | 10,1                             | 10,8                             | 11,0                             | 10,3                             | 7,4                              | 5,1                              | 3,6                              | 2,8                              | 82,0                             |
| Fonte: Climate-Data.org Dados: 1991−2021: temperatura mínima (°C), temperatura máxima (°C), precipitação (mm), umidade, dias chuvosos. Dados: 1999−2019: horas de sol |                                  |                                  |                                  |                                  |                                  |                                  |                                  |                                  |                                  |                                  |                                  |                                  |                                  |

## História

### Pré-história
Os vestígios da presença humana próximo de Olesno, confirmados por pesquisas arqueológicas, datam do período Neolítico. Isso é evidenciado por achados arqueológicos desse período em Jam, Kozłowice, Ligota Oleska, Radłów, Skrońsko e Sternalice. Os restos de cerâmica das culturas neolíticas também foram encontrados em Bodzanowice, Jastrzygowice, Kościeliska e Wachów. Cemitérios e povoados da Idade do Bronze foram encontrados em Oleśno-Walce, em Kościeliska, sepulturas do período da Cultura lusaciana, entre outros em Bodzanowice e Karmonki Stare.

### Idade Média

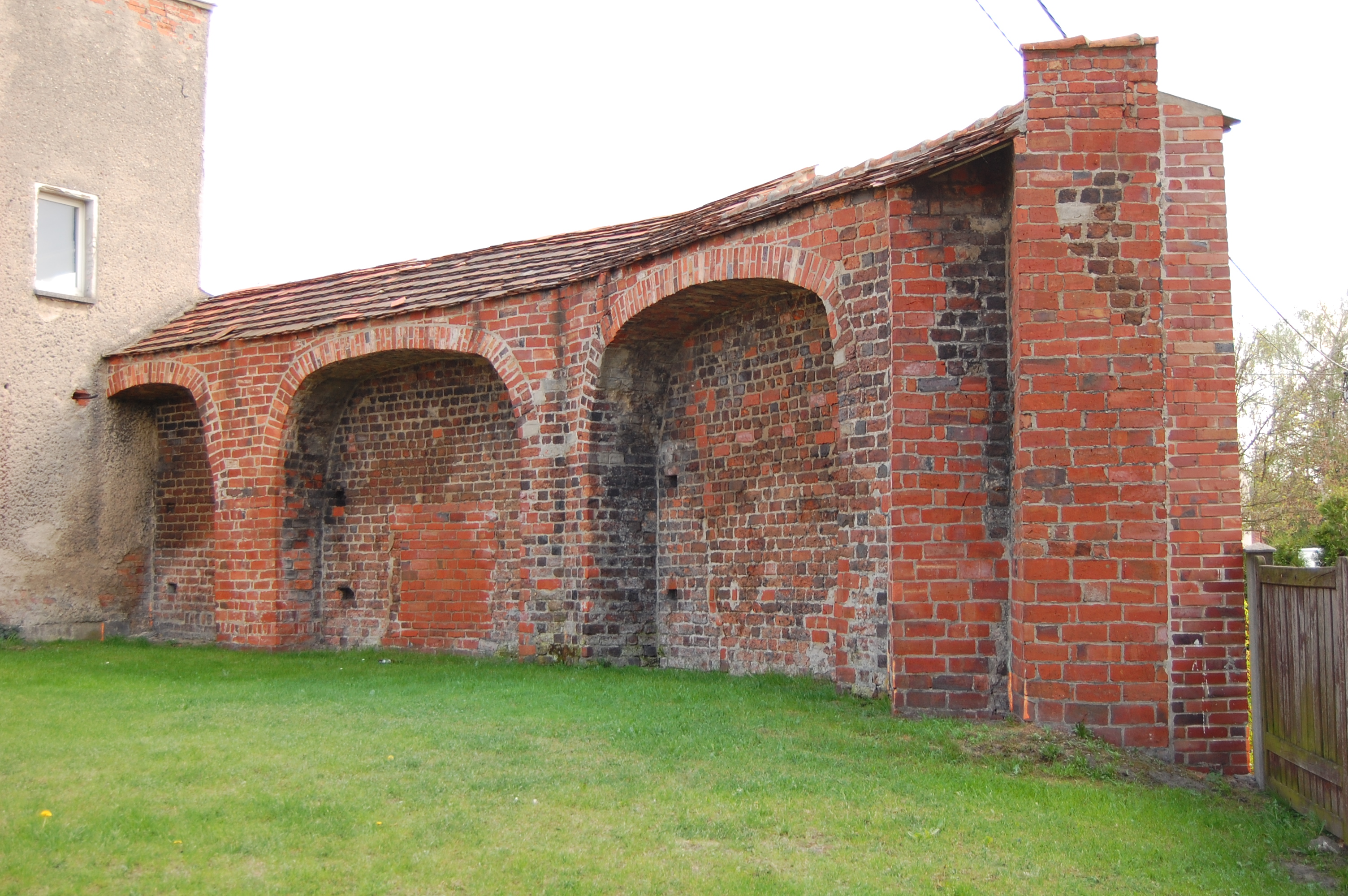
Restos de muralhas da cidade do século XV

O motivo do assentamento foi a riqueza da natureza local, bem como a localização conveniente de Olesno na junção da Rota do Âmbar do Mediterrâneo até a costa do mar Báltico, bem como a Rota Real de Breslávia a Cracóvia e posteriormente ao mar Negro.
A primeira menção de Olesno vem do documento de fundação da igreja do castelo, emitido em 1226 pelo bispo de Breslávia, Wawrzyniec, por ordem de Casimiro I, o duque de Opole e Racibórz. O príncipe Vladislau de Opole fundou a cidade em 1275. No século XIII, a cidade era governada pelos duques de Breslávia. Antes de 1294, foi novamente assumido pelos duques de Opole. A cidade tornou-se a sede do castelão, e em 1404 foi cercada por muralhas defensivas. Naquela época, tinha cerca de 160 burgueses.
Em 1327, o príncipe de Opole e Olesno, Boleslau II, reconheceu a soberania tcheca. Em 1396, o voivoda de Cracóvia, Spytko II de Melsztyn, devastou as propriedades de Vladislau II de Opole, incluindo Lubliniec, Olesno e Gorzów Śląski. Após a bem-sucedida ofensiva na propriedade de Vladislau II de Opole, o rei Ladislau II Jagelão não aproveitou a oportunidade para tomar seu território na Silésia, o que poderia colocá-lo na posição desconfortável de vassalo do rei tcheco. Daí as conquistadas Olesno e Lubliniec receberam em 1396 Spytko de Melszytno. Em 1397, ele vendeu esses bens a Przemek Cieszynski e seus filhos no ano seguinte e, finalmente, os deu à sua filha, que os trouxe, casando-se com Bernardo Niemodliński em 1401. Como o documento de localização de Olesno foi consumido por um incêndio, em 10 de junho de 1450 Bernardo Niemodliński concedeu a Olesno novos direitos de cidade, confirmando as disposições anteriormente adquiridas da Lei de Magdeburgo.

### Séculos XVI a XX

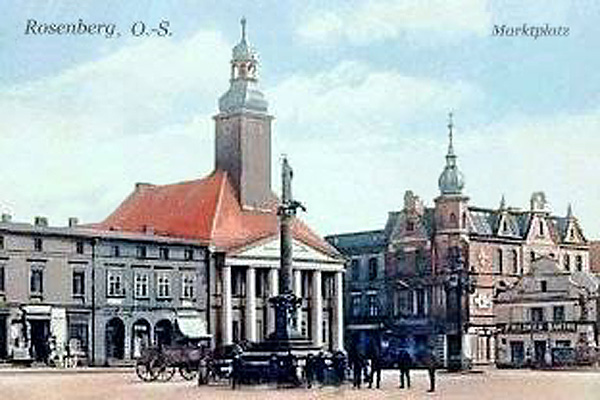
Praça principal em Olesno (aprox. 1890)

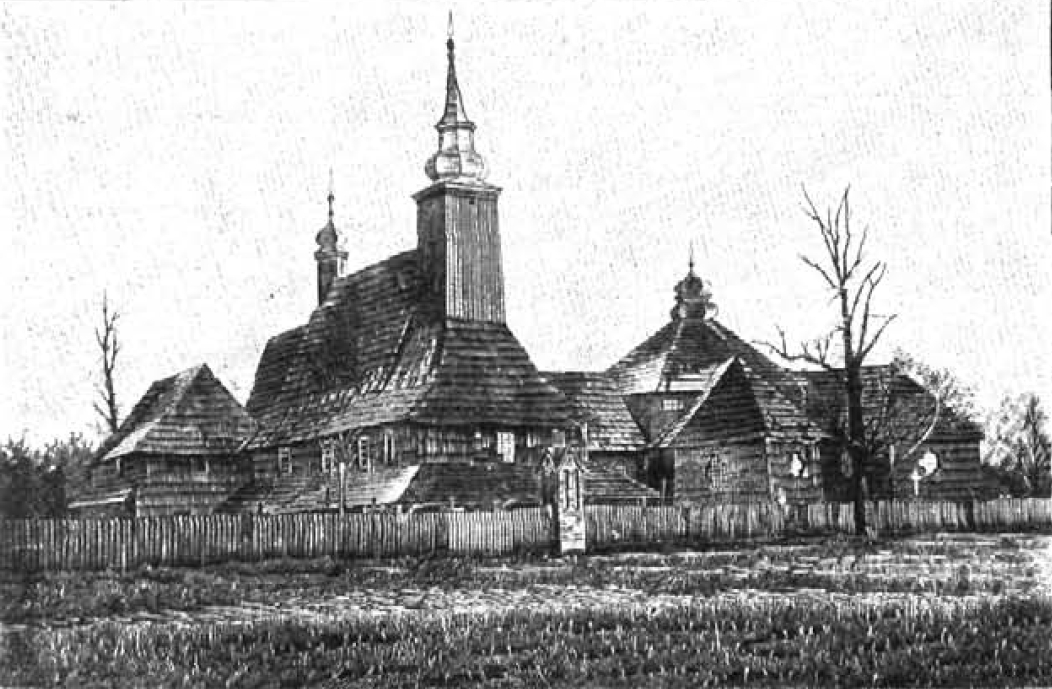
Igreja de Santa Ana

Em consequência dos acordos concluídos com Jan II, o Bom, Olesno e todo o Ducado de Opole e Racibórz caíram nas mãos dos reis tchecos da dinastia dos Habsburgos. Eles deram o feudo de Opole, aos Vasa nos anos de 1645 a 1666. Os proprietários privados da cidade incluíam: Isabel Jagelão, Rainha da Hungria, filha do rei polonês Sigismundo I, o Velho e de Bona Sforza; o barão Jan von Beess, e por mais de 200 anos pertenceu à família do conde Gaszyn.
Durante a Guerra dos Trinta Anos (1618–1648) a cidade sofreu com ataques de tropas, o que levou a saques, contribuições, estupros e incêndios. Em 1708, a peste que prevalecia na cidade atingiu quase 90% dos habitantes, deixando apenas cerca de 100 (90, 95, 96) vivos.
Como consequência das Guerras da Silésia entre o Reino da Prússia e o Império Austríaco em 1742, Olesno com a maioria da Silésia foi incorporada à Prússia. Graças à sua localização na fronteira da Silésia e as Terras da Coroa polonesa, a cidade desenvolveu-se significativamente. No século XVIII funcionavam ali 18 guildas de artesanato, entre as quais o papel mais importante era desempenhado por sapateiros (47 mestres), comércio de peles (17 mestres) e fabricantes de tecidos de linho (32 oficinas).No final do século XVIII, uma comunidade judaica se estabeleceu na cidade. Em 1801, a primeira gráfica da Alta Silésia foi inaugurada pelo pároco Jan Gałeczka.
Durante as Guerras Napoleônicas em 1806, a cidade foi conquistada por Jerônimo Bonaparte. A partir de 1816, Olesno era uma cidade pobre no distrito de Opole, desempenhando o papel de um centro econômico e cultural. No século XIX, quando as manufaturas e as primeiras fábricas de tecelagem já estavam se desenvolvendo na Baixa Silésia, o número de oficinas de tecelagem em Olesno continuou a aumentar (em 1840 eram 56 oficinas). Para além do artesanato e da agricultura, o comércio, incluindo o trânsito, desempenhava um papel importante nesta cidade fronteiriça: em meados do século, havia 52 mercadores e comerciantes em Olesno e havia 25 estalagens e tabernas. Durante a Revolta de Novembro, em 1831, o segundo esquadrão do 6.º Regimento de Hussardos, transferido de Prudnik, ficou estacionado perto de Olesno. Nos anos de 1848 a 1849, os eventos turbulentos da Primavera das Nações também passaram pela cidade. Como resultado, o primeiro semanário polonês local “Telegraf Górnośląski” foi lançado na cidade.
A descrição topográfica da Alta Silésia de 1865 registra as relações linguísticas na cidade: “Die deutsche Sprache ist vorherrschend und wird rein gesprochen, in der katholischen Kirche wird polnisch und deutsch, in der evangelischen nur deutsch gepredigt” domina na cidade, polonês e alemão é falado na Igreja Católica, apenas alemão na Protestante. Em 1863, Julius Roger, em seu livro publicado em Breslávia, intitulado “Pieśni Ludu Polskiego w Górnym Szląsku” gravou uma dúzia de canções folclóricas polonesas de Olesno. Segundo dados oficiais de 1905, a língua materna de 56% dos habitantes era o alemão e quase 35% o polonês; mais de 6% declararam bilinguismo.
Durante a Primeira Guerra Mundial, Olesno foi uma cidade-hospital para soldados feridos de várias nacionalidades da Frente Oriental.

### Período entre guerras

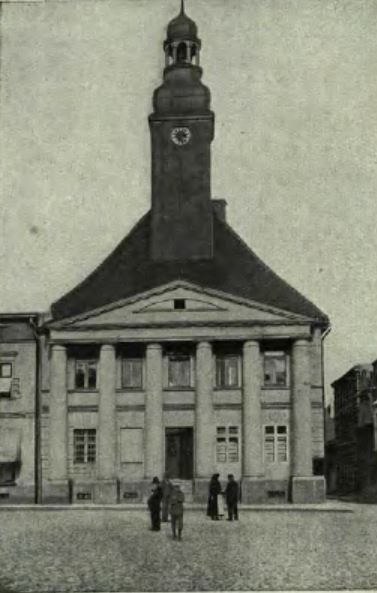
Prefeitura de Olesno (1925)

A partir de 1919, Olesno pertencia à recém-criada província da Alta Silésia. A província foi liquidada em 1938 e restabelecida em 18 de janeiro de 1941.
Na noite de 7 a 8 de junho de 1919, ocorreu a Revolta de Olesno, a primeira ação militar da população polonesa da Alta Silésia contra os alemães. Após o fim da guerra e o estabelecimento da Segunda República Polonesa, os poloneses que viviam na região de Olesno queriam se juntar à Polônia, enquanto os alemães permaneceriam no Reich. Desentendimentos e até brigas eclodiram contra esse pano de fundo. Em 15 de dezembro de 1918, os primeiros confrontos germano-poloneses ocorreram em Olesno. Soldados da Grenzschutz espancaram o padre Sukkah. Camponeses locais poloneses das aldeias da voivodia de Podole levantaram-se em sua defesa. Houve confrontos violentos. Com a espera pelo plebiscito da Alta Silésia, a fim de acelerar a conexão das terras de Olesno com a Polônia, o padre Kuczka, um trabalhador, Walentyn Sojka, de Łowoszów e Laskowski, um proprietário de terras polonês de Olesno, desenvolveram um plano independente para assumir todo o povoado de Olesno e se juntar à Polônia com a ajuda das tropas polonesas estacionadas atrás de Prosna e Liswarta. O plano previa o colapso das conexões telefônicas e ferroviárias entre Olesno e os condados vizinhos. Um grupo de insurgentes iria explodir a ponte perto de Sowczyce, o outro perto de Kluczbork, o que levaria a um isolamento total de Opole, Lubliniec e Kluczbork. O terceiro grupo deveria atacar as baterias de artilharia alemãs em Wojciechów. O grupo polonês em Olesno recebeu a tarefa de explodir as pontes do posto de inteligência polonês em Praszka (o posto não encorajou uma revolta, no entanto). A comunicação telefônica entre Olesno e outras cidades foi interrompida e a ponte perto de Sowczyce foi minada, mas o exército polonês do outro lado do rio Prosna não apoiou as ações. O landrat de Olesno e o presidente da regência em Opole trouxeram reforços militares. Como resultado da investigação, buscas e perseguições, mais de 60 pessoas foram presas. O Oleska POW foi extinto, renasceu apenas em março de 1920 sob o comando de Franciszek Grobelny.
No plebiscito da Alta Silésia em 20 de março de 1920, 3 286 eleitores foram a favor da permanência da cidade na Alemanha e 473 pessoas — pela adesão à Polônia.
Em 3 de maio de 1921, as notícias sobre a eclosão da Terceira Revolta da Silésia chegaram a Olesno. Em 5 e 6 de maio, os insurgentes do condado de Olesno tomaram Olesno, Łowoszów, Wojciechów e Stare Olesno, e então entraram na floresta de Szumiradzka, cruzando uma importante linha ferroviária.
Durante a Noite dos Cristais em 9 a 10 de novembro de 1938, milícias nazistas incendiaram a sinagoga de Olesno, construída em 1887–1889.

### Segunda Guerra Mundial
Na manhã de 1 de setembro de 1939, um avião de reconhecimento polonês observou os movimentos das unidades blindadas alemãs na ala sul do Exército “Łódź”. Na área de Olesno-Kluczbork-Krzepice foi detectado um grande grupo de unidades motorizadas blindadas. Durante o reconhecimento, caças da Luftwaffe atacaram o avião polonês, ferindo o artilheiro Tyrakowski na perna.
Em 2 de setembro, o reconhecimento aéreo foi realizado em favor do estado-maior do exército e as direções básicas dos ataques inimigos foram estabelecidas. Decolando às 9h40, uma tripulação detectou uma coluna de carros de combate na área de Olesno e um grande grupo de tanques na estrada Kuźnica — Czarny Las. No voo de volta, um aviador derrubou um avião Henschel 126.
Após a eclosão da Segunda Guerra Mundial, as autoridades alemãs colocaram os ativistas da minoria polonesa detidos na prisão local. As autoridades nazistas alemãs também confiscaram dinheiro e propriedades do Banco do Povo localizado na cidade. Entre outros, foram roubados cerca de 250 mil marcas. Os funcionários do banco e suas famílias foram presos.
Durante a guerra, filiais do campo de Stutthof estavam localizadas aqui. As tropas do Exército Vermelho que participaram da ofensiva de janeiro cruzaram a antiga fronteira entre a Polônia e a Alemanha e chegaram a Olesno em 19 de janeiro de 1945. Após lutar e desmantelar a guarnição alemã, a cidade foi capturada em 20 de janeiro por soldados do 33.º Corpo de Infantaria, comandados pelo general Nikita Lebedenko. Na noite de 22 para 23 de janeiro de 1945, o prédio da prefeitura e o vicariato foram incendiados. Muitos dos arquivos da cidade foram queimados em seguida. No total, cerca de 250 casas foram destruídas durante as hostilidades entre os exércitos da Alemanha Nazista e da União Soviética.

### Tempos poloneses

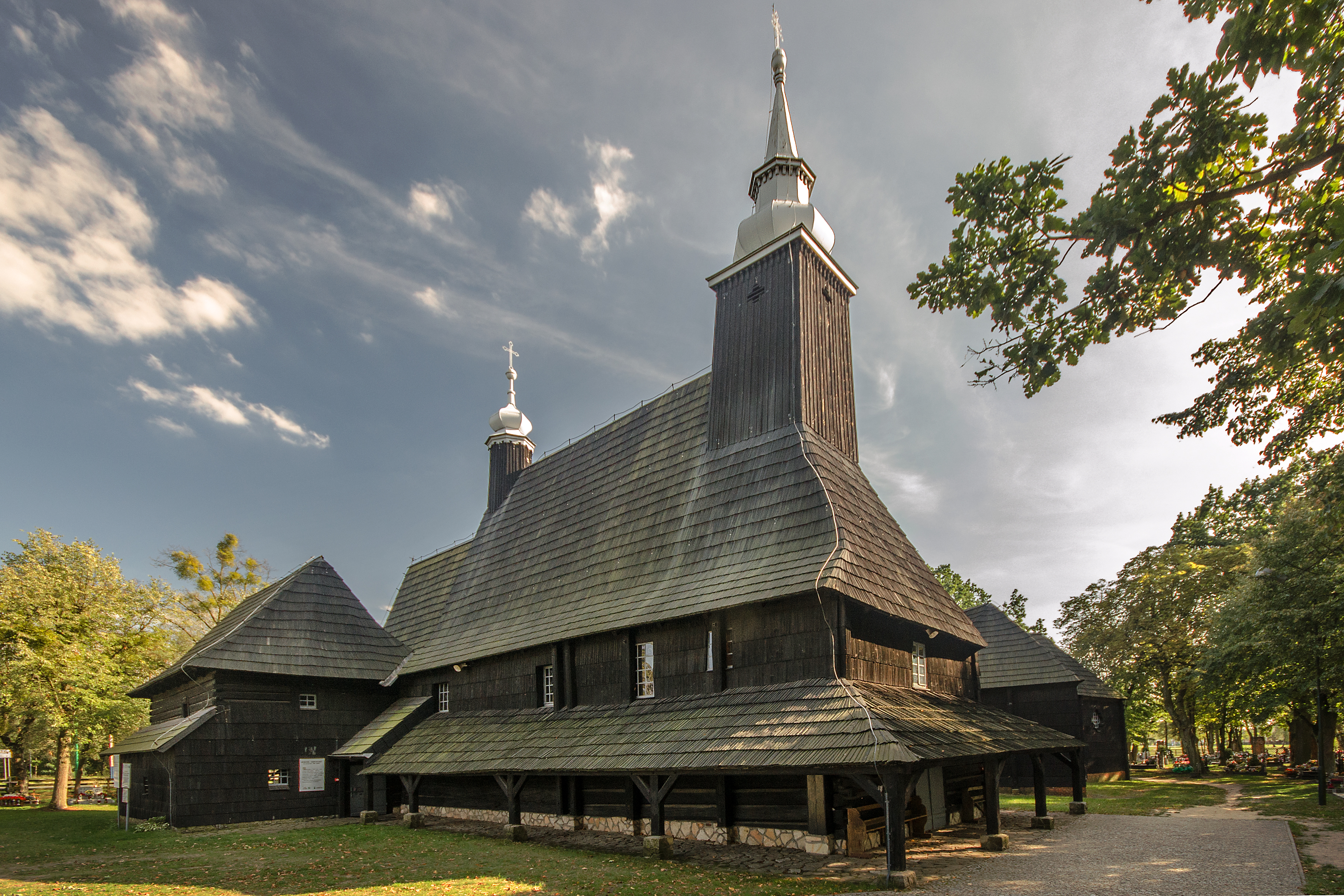
Igreja de Santa Ana

Em 24 de março de 1945, um grupo polonês assumiu a cidade do exército soviético de Katowice a Olesno. O primeiro starosta de Olesno foi Ludwik Affa (março–outubro de 1945).
Após a guerra, a cidade se desenvolveu lentamente. Na década de 1950, havia apenas algumas pequenas fábricas de produção, principalmente pequenas empresas cooperativas. A maior delas era a Cooperativa Têxtil “Oleśnianka”, que empregava cerca de 160 pessoas. Além disso, havia várias fábricas cooperativas de móveis e um moinho a vapor. Quase metade dos habitantes da cidade trabalhava fora do condado de Olesno.
Em 1958, a Associação de Amantes da Região de Olesno iniciou suas atividades. Ela populariza a cultura da região de Olesno, bem como o folclore e a tradição etnográfica da região. Desde 1966, publica o Głos Olesna anual. Desde 1992, Olesno mantém contatos de parceria com a cidade alemã de Arnsberg. Após as primeiras eleições para o governo local na Polônia, após sua restauração em 1990, Edward Flak tornou-se o prefeito da cidade.
Como parte da reforma administrativa na Polônia em 1999, Olesno tornou-se novamente a sede do condado de Olesno.

## Demografia
Olesno está subordinada à Agência de Estatística em Opole, filial em Prudnik.
Conforme os dados do Escritório Central de Estatística da Polônia (GUS) de 31 de dezembro de 2024, Olesno é uma cidade pequena com uma população de 9 016 habitantes (13.º lugar na voivodia de Opole e 419.º na Polônia), tem uma área de 15,1 km² (18.º lugar na voivodia de Opole e 430.º lugar na Polônia) e uma densidade populacional de 598 hab./km² (16.º lugar na voivodia de Opole e 526.º lugar na Polônia). Nos anos 2002-2024, o número de habitantes diminuiu 13,4%.
Os habitantes de Olesno constituem cerca de 14,77% da população do condado de Olesno, constituindo 0,97% da população da voivodia de Opole.
| Descrição                         | Total      | Total    | Mulheres   | Mulheres | Homens     | Homens   |
| --------------------------------- | ---------- | -------- | ---------- | -------- | ---------- | -------- |
| unidade                           | habitantes | %        | habitantes | %        | habitantes | %        |
| população                         | 9 016      | 100      | 4 777      | 53,0     | 4 239      | 47,0     |
| superfície                        | 15,1 km²   | 15,1 km² | 15,1 km²   | 15,1 km² | 15,1 km²   | 15,1 km² |
| densidade populacional (hab./km²) | 598        | 598      | 316,9      | 316,9    | 281,1      | 281,1    |

## Monumentos históricos

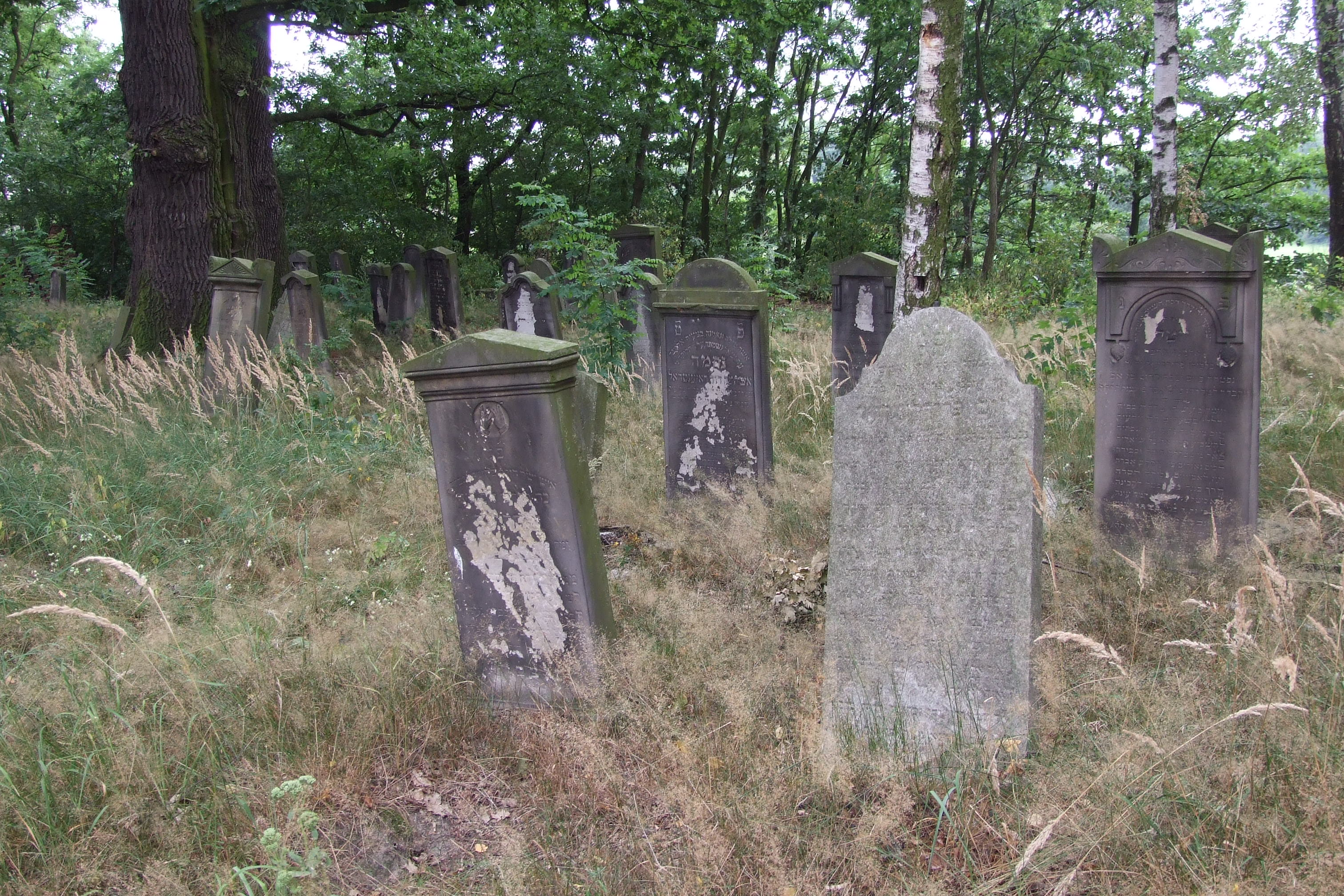
Cemitério judeu

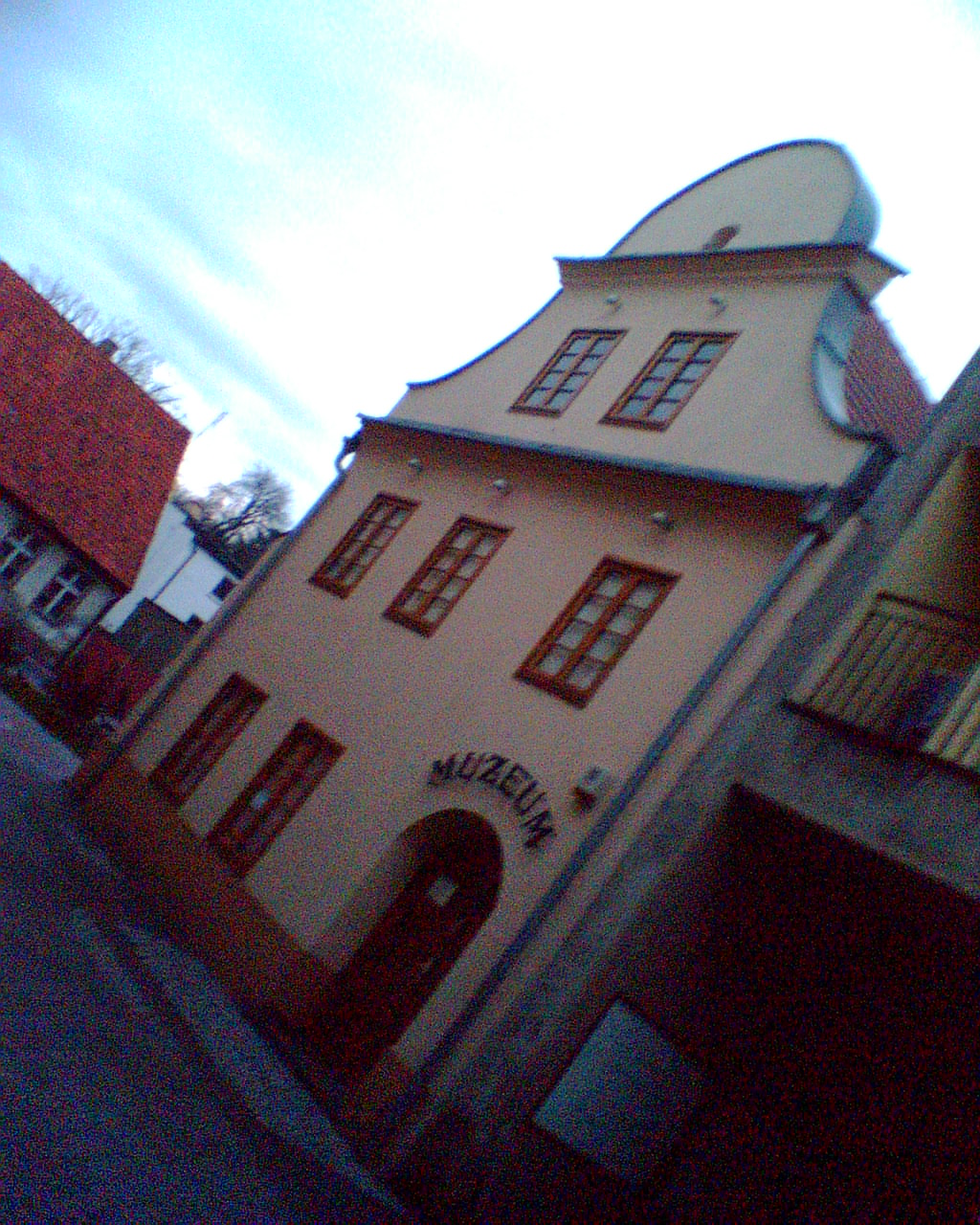
Edifício residencial barroco, rua Jaronia 7, da metade do século XVIII

Estão inscritos no registro provincial de monumentos:
- Igreja de São Miguel Arcanjo, rua Kościelna, construída em 1374 — meados do século XIV financiada pelo príncipe Vladislau de Opole, meados do século XVII, 1856 de tijolo, reconstruída várias vezes. Atualmente com traços góticos e barrocos,
  - Portal gótico do século XIV/XV, altar do início do barroco, decoração em estuque no presbitério de 1657. Rodeada por muro com arcada e portão,
- Presbitério — casa do vigário, rua Kościelna 1, meados do século  XVII, 1826,
- Igreja de peregrinação de Santa Ana, rua Gorzowska 3, construída em 1518, 1668–1670; construída em madeira,
  - Cinco capelas dispostas em estrela foram acrescentadas à nave principal nos anos 1668–1670,
  - Esculturas do século XVI no altar-mor,
  - Na nave principal, na viga mestra, encontra-se uma figura esculpida do século XVII. Muitos outros elementos do antigo equipamento litúrgico, gótico e renascentista tardio. O altar foi roubado. Até o momento, apenas algumas peças foram recuperadas. O que podemos ver hoje são réplicas,
- Igreja evangélica, rua Henryka Brodatego 1, de 1851 a 1853 — meados do século XIX; extraído do livro de registro,
- Capela de São Francisco de Assis, na antiga igreja de Santa Ana, rua Wielkie Przedmieście 2, de 1909,
- Cemitério judeu, do início do século XIX: ruínas de uma casa funerária,
- Prefeitura, hoje um museu, Rynek 20, construída em 1826 no local de uma antiga do século XVII. Situada em um dos cantos da praça principal quadrilateral, desde a época de sua fundação. Incendiada em 1945, reconstruída sem o telhado alto característico com uma torre,
- Muralhas defensivas, do século XIV/XV, remanescentes após demolição no século XVII, rua Lompy, escrito do livro de registro,
- Casa em estilo barroco, rua Jaronia 7, meados do século XVIII.

Outros monumentos:
- Antiga sinagoga
- Sinagoga
- Igreja paroquial Corpus Christi, a atual, construída em 1913, em tijolo, erguida no local da anterior de madeira dos séculos XVII e XVIII, que foi transferida para Gronowice. (Incendiou recentemente).
- Vestígios do complexo senhorial do século XIX em Olesno — Świercze: um anexo, um quadrilátero, um celeiro, uma cocheira — agora apartamentos e armazéns, vestígios de um parque.

## Transportes

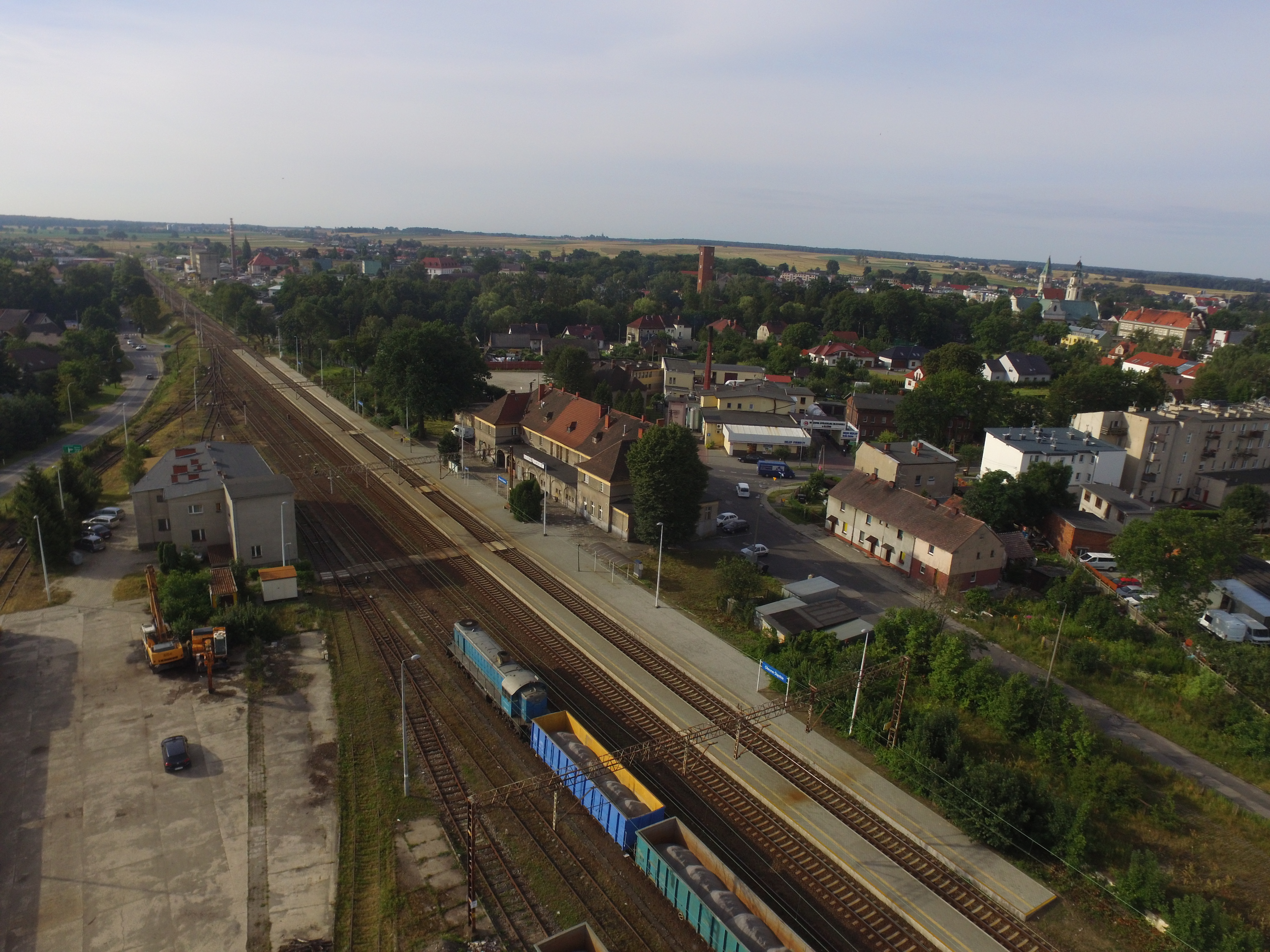
Estação ferroviária em Olesno

### Transporte rodoviário
Uma estrada nacional passa por Olesno:
- Via expressa S11: Kołobrzeg — Piła — Poznań — Ostrów — Olesno — Bytom — (Katowice). O rodoanel foi inaugurado em 2023. Olesno é a primeira cidade da voivodia de Opole a ter um rodoanel na categoria de via expressa.

A rede é complementada por estradas provinciais:
- Estrada provincial n.º 493: Ciarka — Olesno — Łomnica
- Estrada provincial n.º 494: Bierdzany — Olesno — Wręczyca Wielka — Częstochowa
- Estrada provincial n.º 901: Olesno — Dobrodzień — Zawadzkie — Wielowieś — Pyskowice — Gliwice

### Transporte ferroviário
Essas conexões são apoiadas pela linha ferroviária Lubliniec — Olesno — Kluczbork — Poznań.

### Transporte de ônibus
As conexões de ônibus são operadas pela PKS Lubliniec, PKS Wieluń, PKS Kluczbork, PKS Opole, PKS Łódź, PKS Częstochowa, PKS Głogów e empresas privadas (a rodoviária e todas as paradas em Olesno e no condado de Olesno estão sob a administração da PKS Lubliniec).
Olesno tem conexões diretas de ônibus com Opole, Częstochowa, Łódź, Lubliniec, Kluczbork, Wieluń, Sieradz e outras.

### Heliponto
Em 2011, uma pista de pouso sanitário foi inaugurada oficialmente na rua Klonowej. É projetada para decolagens e pousos de helicópteros sanitários e de resgate durante o dia e à noite.

## Educação
Em Olesno existem: 3 jardins de infância, 2 escolas primárias, 4 escolas secundárias gerais, 1 escola industrial de primeiro grau, 2 escolas de tecnologia e uma escola de música.
| Jardim de infância - Jardim de infância público n.º 3 (com uma Divisão de Integração), rua Sądowa 5 - Jardim de infância público n.º 4, rua Krasickiego 3 - Jardim de infância particular "Stumilowy Las", rua Wielkie Przedmieście 51 Escolas primárias - Escola primária pública n.º 2 Bilingue Jadwiga Śląska, rua Wielkie Przedmieście 51 - Escola primária pública n.º 3 Powstańców Śląskich, rua Krasickiego 25 |  | Escolas secundárias - I Liceum Ogólnokształcące Lotników Polskich, rua Sądowa 2 - Escola Técnica n.º 1, rua Wielkie Przedmieście 41 - Escola Profissional Básica n.º 1 Józefa Lompy, rua Wielkie Przedmieście 41 - Escola Secundária Técnica n.º 2 Nicholas Copernicus, rua Powstańców Śląskich 4 - II Liceum Ogólnokształcące Nicholas Copernicus, rua Powstańców Śląskich 4 - Escola Secundária para Adultos, rua Pieloka 12 - Escola Secundária para Adultos, Complexo Econômico e Escolar Geral, rua Powstańców Śląskich 4 - Escola Secundária Geral Suplementar para Adultos, rua Sądowa 2 - Escola Técnica Suplementar para Adultos, rua Wielkie Przedmieście 41 Outras - Escola Estadual de Música de 1.º grau, rua Wielkie Przedmieście 33 |

## Cultura
- Casa da cultura da cidade[41]
- Museu Jan Nikodem Jaroń
- Estudo Juvenil de Música Popular
- Biblioteca Pública Jakub Albert Pielok

### Eventos culturais permanentes
- Dias de Olesno[42]
- Concurso Nacional Aberto de Poesia “Szuflada”
- Nie zabijaj, festival de música reggae
- Resenha Nacional da Canção Poesia no Centro Cultural Municipal[43]
- Mini Festival de Canções Pré-escolares
- Revisão do Teatro Infantil

### Bandas de música
- Są Gorsi (grupo de poesia cantada)
- Coro municipal[44]
- Wind Band[45]

## Esportes
- Oleski Klub Sportowy (OKS Olesno) − um clube de futebol existente em sua forma atual desde 1991,[46] na temporada 2023/2024, aparecendo na classe distrital Opole I.[47] Os jogos são realizados no estádio da rua Wachowska, 10, com capacidade para 528 pessoas (incluindo 152 assentos cobertos), cujo gramado mede 103×64 m.[48]

## Religião

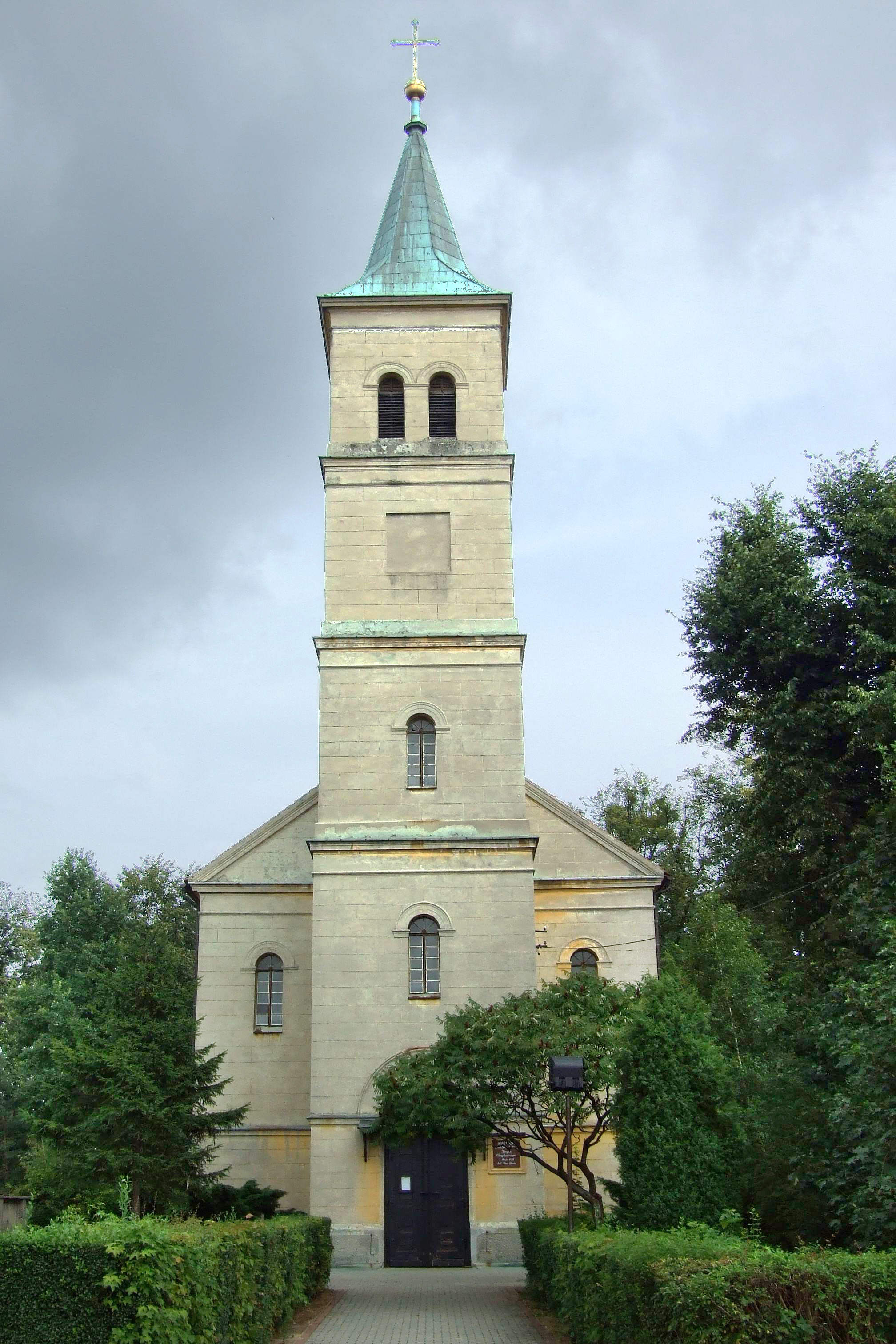
Igreja evangélica da Cruz de Cristo

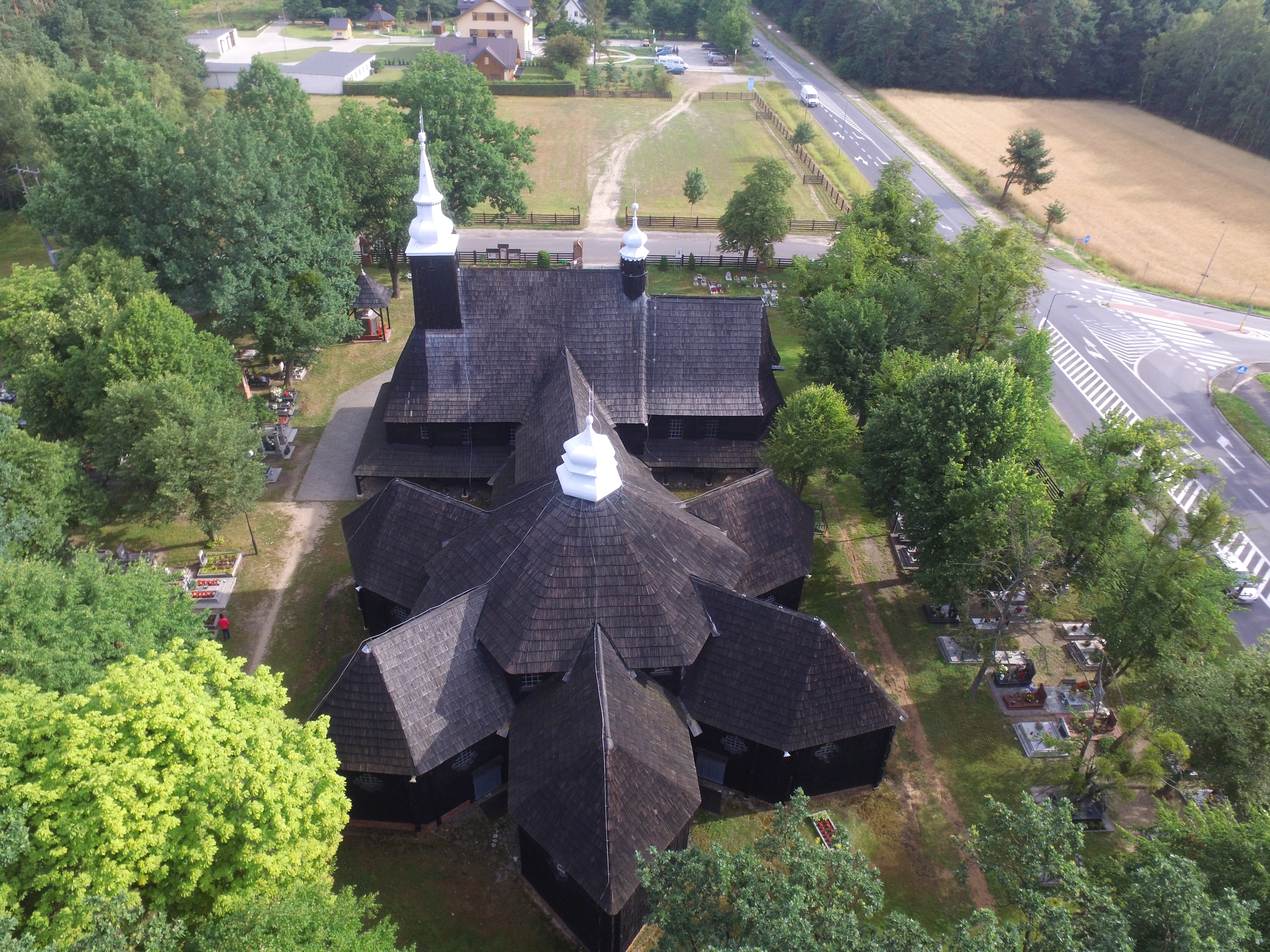
Igreja de peregrinação de Santa Ana

### Comunidades religiosas

#### Igreja Católica na Polônia
Forania de Olesno
- Paróquia de Corpus Christi (rua Kościelna 1)
  - Igreja de Corpus Christi (rua Pieloka 5)
  - Igreja de Santa Ana (rua Gorzowska 76)
  - Igreja de São Miguel Arcanjo (rua Kościelna 1)

#### Igreja Evangélica de Augsburg na Polônia
- Igreja da Cruz de Cristo, ramo da paróquia de Olesno em Lasowice Wielkie (rua Henryka Brodatego)

#### Igreja Pentecostal na Polônia
- Igreja Canaã

#### Testemunhas de Jeová
- Igreja Olesno Śląskie (Salão do Reino rua Opolska 90C)

### Cemitérios
- Cemitério municipal (rua Powstańców Śląskich)
- Cemitério judeu (rua Młyńska)

### Edifícios sagrados inexistentes
- Antiga sinagoga (incendiada após um raio em 1887)
- Sinagoga (incendiada durante a Noite dos Cristais em 9 e 10 de novembro de 1938)

## Política

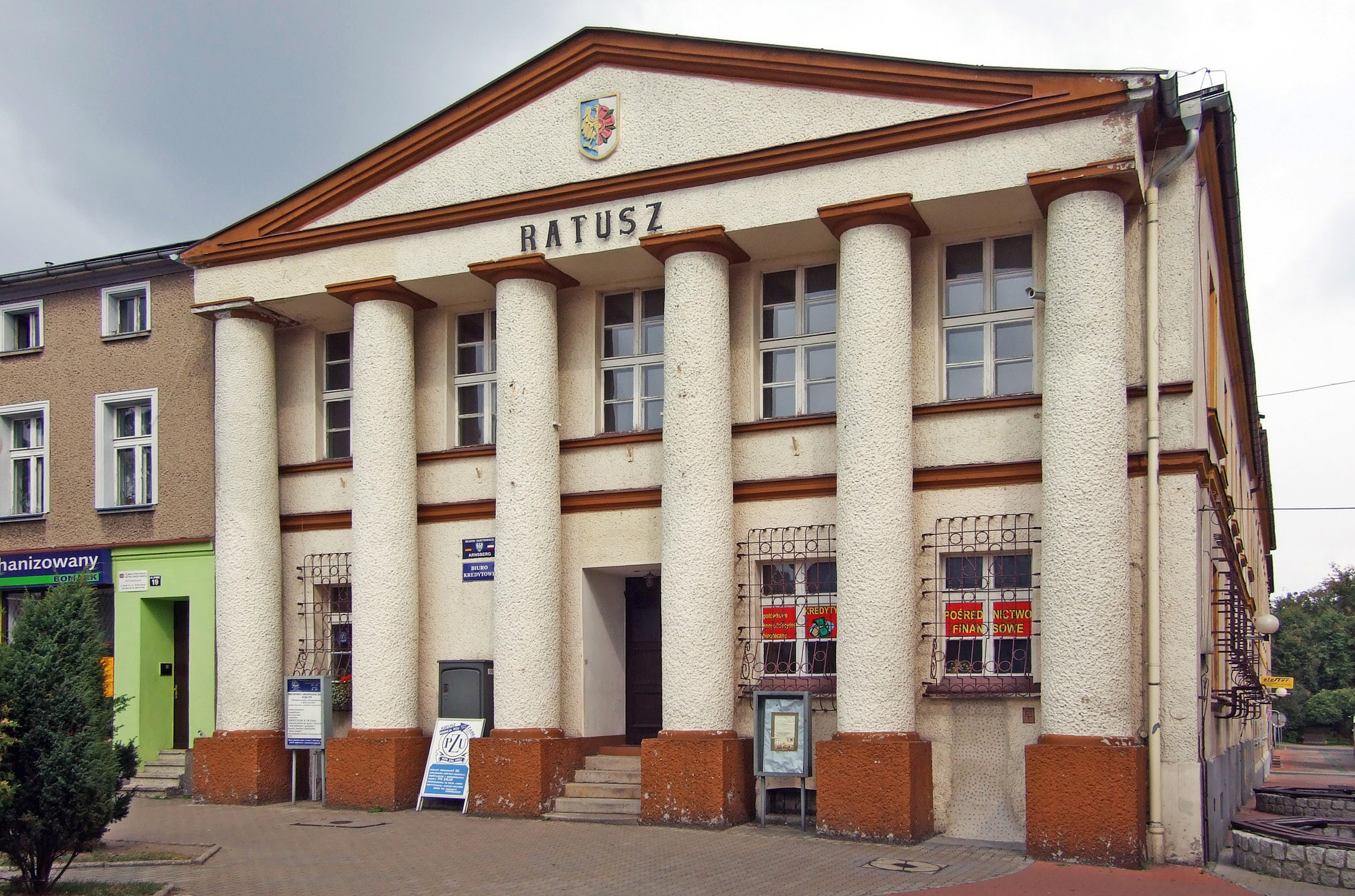
Prefeitura de Olesno

A cidade é sede da comuna urbano-rural de Olesno. O órgão executivo é o prefeito. Nas eleições locais de 2024, Piotr Gręda foi eleito. A sede das autoridades é a Câmara Municipal na rua Pieloka 21. A cidade é a sede do condado de Olesno.

### Câmara Municipal
Os habitantes de Olesno elegem 8 vereadores para a Câmara Municipal (8 em 15). Os restantes 7 vereadores são eleitos pelos habitantes das áreas rurais da comuna de Olesno.